# الجبوب (الرضمة)

تعديل مصدري - تعديل

الجبوب محلة تابعة لقرية حرمة، التابعة لعزلة البكرة بمديرية الرضمة إحدى مديريات محافظة إب في الجمهورية اليمنية.، بلغ تعداد سكانها 47 حسب تعداد اليمن لعام 2004.